# Ataenius chapini
Ataenius chapini är en skalbaggsart som beskrevs av Hinton 1937. Ataenius chapini ingår i släktet Ataenius och familjen Aphodiidae. Inga underarter finns listade.